# 590
590 (DXC) var ett normalår som började en söndag i den julianska kalendern.

## Händelser

### September
- 3 september – Sedan Pelagius II har avlidit den 7 februari väljs Gregorius I till påve.

## Födda
- Sichilde, frankisk drottning.
- Purandokht, regerande kejsarinna av Persien.

## Avlidna
- 7 februari – Pelagius II, påve sedan 579.